# Barret Swatek
Barret Swatek (Birmingham, 3 marzo 1973) è un'attrice statunitense.
Ha recitato in film come Arma letale 4, 40 anni vergine e Barry Munday; è inoltre apparsa in serie televisive come American Dad, 10 cose che odio di te, Settimo cielo e Diario di una nerd superstar.

## Filmografia

### Cinema
- Arma letale 4 (Lethal Weapon 4), regia di Richard Donner (1998)
- On Edge, regia di Karl Slovin (2001)
- 40 anni vergine (The 40 Year-Old Virgin), regia di Judd Apatow (2005)
- My Two Fans, regia di Lauren Iungerich (2009)
- Barry Munday, regia di Chris D'Arienzo (2010)

### Televisione
- Power Rangers Turbo – serie TV, 1 episodio (1997)
- Just Shoot Me! – serie TV, 1 episodio (2000)
- Three Sisters – serie TV, 1 episodio (2001)
- Settimo cielo (7th Heaven) – serie TV, 15 episodi (2000-2003)
- Quarterlife – serie TV, 4 episodi (2008)
- American Dad!  – serie TV, 1 episodio (2009)
- 10 cose che odio di te (10 Things I Hate About You) – serie TV, 3 episodi (2009-2010)
- Diario di una nerd superstar (Awkward.) – serie TV, 26 episodi (2011-2016)
- 2 Broke Girls - serie TV, 2 episodi (2016)
- Yellowstone – serie TV, episodi 1x05-1x08 (2018)
- American Housewife – serie TV (2017-in corso)
- Storie incredibili (Amazing Stories) – serie TV, episodio 1x04 (2020)